# Бролискеди
Бролискеди (груз. ბროლისქედი) — село в Грузии, на территории Тержольского муниципалитета края (мхаре) Имеретия.

## География
Село находится в западной части Грузии, на левом берегу реки Чишуры (правый приток Квирилы), на расстоянии 23 километров к северо-западу от города Тержола, административного центра муниципалитета. Абсолютная высота — 155 метров над уровнем моря.

## Население
По результатам официальной переписи населения 2014 года, в Бролискеди проживало 284 человека (149 мужчин и 135 женщин). В национальной структуре населения грузины составляли 99,6 %, евреи — 0,4 %.
| Год  | Население, человек |
| ---- | ------------------ |
| 2002 | 333                |
| 2014 | ↘ 284              |